# Aggressopygus
Genre
Aggressopygus est un genre de collemboles de la famille des Isotomidae.

## Distribution
Les espèces de ce genre se rencontrent en Asie.

## Liste des espèces
Selon Checklist of the Collembola of the World (version du 28 août 2019) :
- Aggressopygus armatus Potapov & Babenko, 2014
- Aggressopygus sibiricus Potapov & Babenko, 2014

## Publication originale
- Potapov & Babenko, 2014 : About some unusual Asiatic taxa of Isotomidae (Collembola). Journal of Natural History, vol. 48, no 29/30, p. 1835-1851.